# Copa Zico
Copa Zico ou Super Copa Zico é uma série de campeonatos de futebol e Futebol 7 de categorias de base, realizados anualmente, a nível municipal ou metropolitano, em diversos estados do Brasil. 
Foi criada no Rio de Janeiro, em 2008, por iniciativa do ex-jogador Zico, com o objetivo de integrar jovens de diferentes classes sociais, praticantes de futebol, e também revelar novos talentos para o esporte.
A competição é disputada por clubes com departamento de futebol profissional, tais como Portuguesa da Ilha e o Boavista Sport Club, mas também por times de projetos sociais, condomínios, escolas, bairros e favelas.
No Rio de Janeiro, suas finais geralmente são disputadas no Centro de Futebol Zico do Rio Sociedade Esportiva.

## Amazonas
Em 2022, a Copa Zico passou a ser realizada no Amazonas, tendo contado com a participação de 32 equipes em cada uma de suas etapas, que duravam um mês, nas categorias times masculinos do Sub-9, Sub-11, Sub-13 e Sub-15, e times femininos nas categorias Sub-9 e Sub-11. A final foi realizada na Arena da Amazônia, tendo o torneio recebido o apoio da Prefeitura de Manaus.

## Minas Gerais
Foi realizada em Juiz de Fora, em 2019, contando com o apoio da Prefeitura da cidade.

## Rio de Janeiro
Em 2018, a Copa Zico foi vencida pela Portuguesa da Ilha, na categoria sub-13, quando esta agremiação derrotou o Boavista na final, por 2 x 1.
Em agosto de 2022, foi anunciado um sistema de "temporada", com várias edições, com duração, cada uma delas, de um mês, cada uma em uma vila olímpica ou campo de futebol diferente, em várias partes da capital do Estado do Rio de Janeiro. A temporada 2022-23 iniciou-se no dia 9 de setembro, com a edição da Vila Olímpica da Gamboa. Em seguida, ocorreriam nove etapas até o mês de junho de 2023, na seguinte ordem: Maré, Ilha do Governador, Honório Gurgel, Cajú, Penha, Acari, Vidigal (edição feminina) e CFZ.

## Rondônia
Foi realizada em 2022, e contou com o apoio da Prefeitura de Porto Velho, recursos de transferência especial do deputado federal Léo Morais, e também com o patrocínio da empresa Urbano Norte. 